# Bredenbek

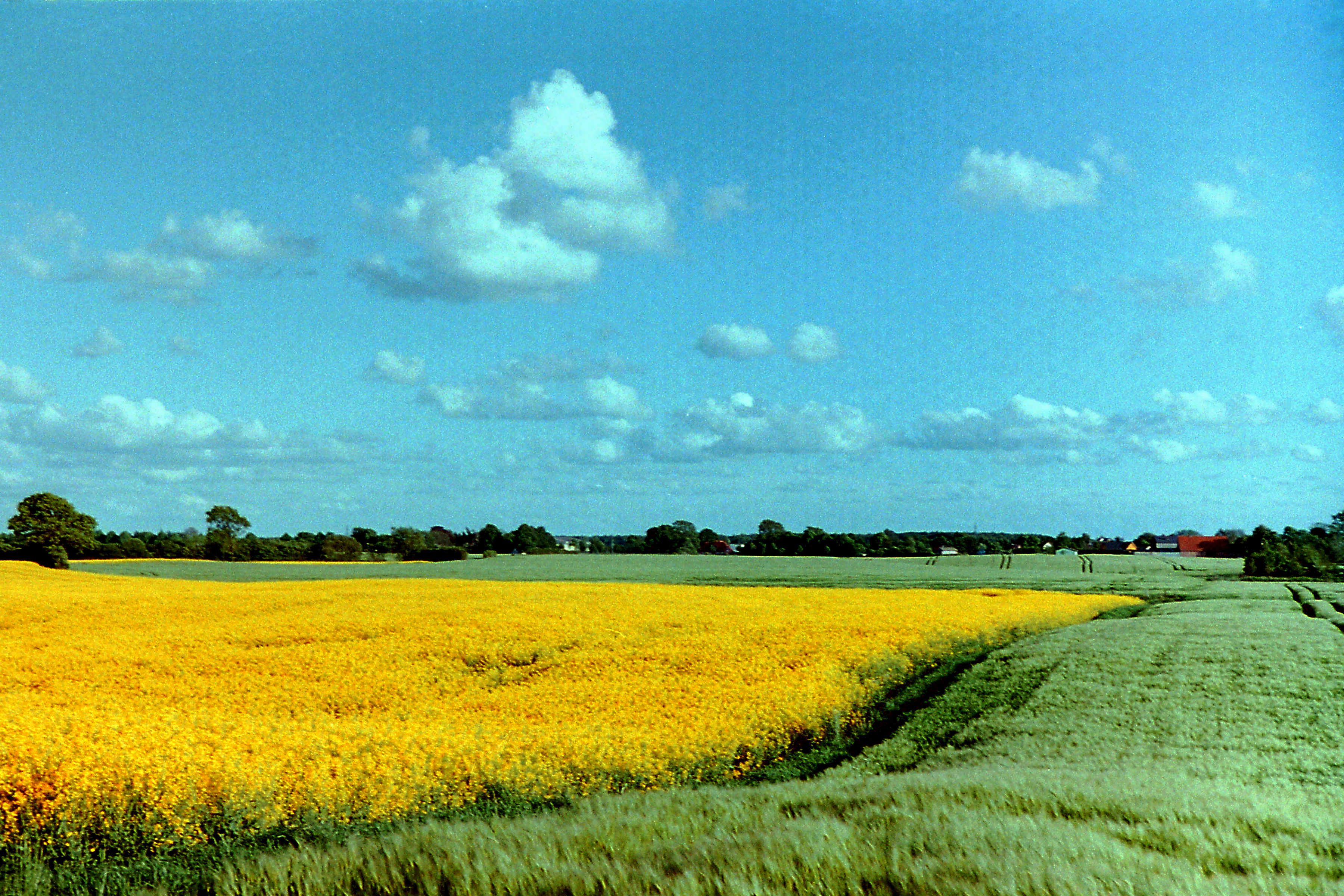
Câmpie cu flori de rapiţă, Bredenbek

Bredenbek este o comună din landul Schleswig-Holstein, Germania.

## Personalități
- Eric Braeden, actor

1. ↑  Alle politisch selbständigen Gemeinden mit ausgewählten Merkmalen am 31.12.2018 (4. Quartal) (în germană), Statistisches Bundesamt[*], arhivat din original la 10 martie 2019, accesat în 10 martie 2019